# Saliva (album)
Saliva – debiutancki album studyjny amerykańskiej grupy muzycznej Saliva. Wydany został 26 sierpnia 1996 roku nakładem wytwórni Rocking Chair Records.

## Lista utworów
1. "Beg" – 3:35
2. "Sink" – 4:00
3. "Call It Something" – 4:12
4. "Spitshine" – 3:01
5. "Greater Than Less Than" – 3:46
6. "Cellophane" – 3:52
7. "Tongue" – 4:20
8. "Pin Cushion" – 4:49
9. "Sand Castle" – 5:08
10. "Groovy" – 4:05
11. "I Want It" – 3:19
12. "Suffocate" – 4:50
13. "800" – 5:49